# Eurídice

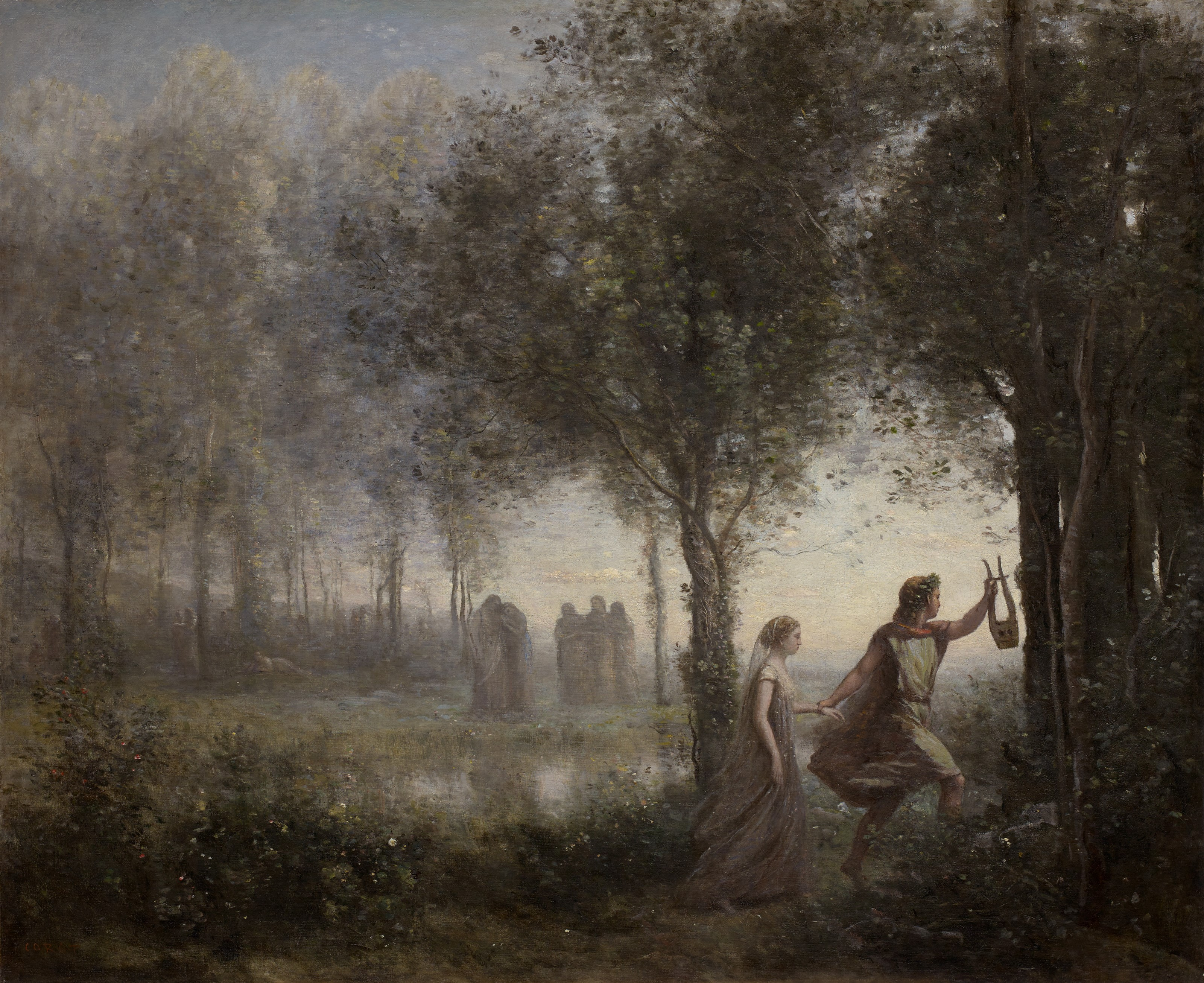
Orfeo seguido por Eurídice, por Jean-Baptiste-Camille Corot.

En la mitología griega, Eurídice (en griego antiguo: Εὐρυδίκη Eurydíkē) era una ninfa dríade o náyade de Tracia, cuyo amor por Orfeo terminó en desgracia. En otra fuente se la llama Agríope.

## ¿Diosa o mortal?
Eurídice a menudo es asociada como una de las ninfas, aunque tal denominación nunca aparece en las fuentes mitográficas, ni tampoco se especifica quiénes eran sus padres. Al menos Virgilio alega que Eurídice dirigía los coros de las ninfas napeas —ninfas de los valles—; en tanto que Ovidio dice que era acompañada por un grupo de ninfas náyades. El mismo autor refiere implícitamente que Eurídice era una mortal y no una diosa o ninfa. Eurídice sólo es citada por fuentes latinas; incluso fuera de la mitología a Eurídice se la ha llegado a imaginar como una hija de Apolo.

## El mito
Casada con Orfeo, Eurídice sufre un intento de rapto por parte de Aristeo mientras pasea por el bosque. Ella escapa, pero en su carrera pisa inadvertidamente una serpiente o víbora que le muerde un pie y le provoca la muerte. En otra versión, la picadura se produce cuando ella va paseando junto a un grupo de náyades.
Orfeo, desesperado, decide bajar a buscarla al inframundo. Al llegar, pide a Caronte que lo lleve en su barca hasta la otra orilla de la laguna Estigia, a lo que Caronte se niega. Orfeo comienza a tañer su lira provocando el embelesamiento del barquero, quien finalmente accede a cruzarlo al otro lado. De la misma manera convence al can Cerbero, el guardián del infierno, para que le abra las puertas de este. Ya frente a las divinidades del inframundo Hades y Perséfone, Orfeo suplica por su amada. Los dioses acceden, embelesados por su lira, pero con la condición de que Orfeo no contemple el rostro de Eurídice hasta tanto ambos no hayan salido de los infiernos.
Orfeo atraviesa todo el inframundo en su camino de salida, pero antes de que ella pase por la última puerta Orfeo no puede contener su impaciencia y mira hacia atrás para ver el rostro de su amada Eurídice. En ese momento ella le es arrebatada, se convierte de nuevo en sombra y él es expulsado del infierno, quedando definitivamente separados.
Así, sin motivo alguno por el cual vivir, vaga por el mundo con su lira hasta cruzarse con las Ménades, parte del  salvaje séquito del dios Dioniso, quienes lo despedazan. Tras morir, vuelve al Inframundo y en los Campos Elíseos se reencuentra con su amada Eurídice.

## Adaptaciones del mito en la ópera
La historia de Orfeo y Eurídice es argumento de varias óperas, entre ellas Eurídice (1600), de Jacopo Peri, Orfeo (1609) de Claudio Monteverdi y Orfeo y Euridice (1762) de Christoph Willibald Gluck.
En versiones más modernas, encontramos el musical Hadestown, de la compositora estadounidense Anaïs Mitchell, que narra el mito de Orfeo y Eurídice en una versión ambientada en los años de la Gran Depresión.

## Mitos y leyendas similares al de Orfeo y Eurídice
En los tres mitos que se relatan es la mujer la que desaparece o se convierte en estatua sal o piedra; en el mito de Orfeo y Eurdice es Orfeo quien desobedece y vuelve la mirada, en los otros es ella la que 'desobedece'.

### La mujer Lot y Sodoma - Biblia
El mito de Orfeo y Eurídice, y en concreto la prohibición de mirar atrás cuando sale del inframundo delante de Orfeo (y desaparecer) es similar a la historia bíblica de la mujer de Lot, quien al darse la vuelta cuando huía de Sodoma, (desobedeciendo el mandato de Yahveh) se convirtió en estatua de sal, en castigo divino por su falta de fe y apego a su pasado (la ciudad). 

### Jeju y las estatuas de piedra - Corea
En el libro Imposible decir adiós, de la escritora coreana Han Kang, evoca la masacre de Jeju 1948, la masacre de la Liga Bodo y la masacre en la cueva de Goyang Geumjeong, ambas de 1950 (en el libro Actos humanos trata la masacre de Gwangju de 1980, ciudad natal de la autora). Menciona en su novela una leyenda similar a la de Orfeo y Eurídice que se desarrollaría en las montañas de la isla de Jeju, en Corea del Sur. La historia cuenta que un viejo que mendigaba en una aldea solo fue atendido por una mujer que vivía sola. En agradecimiento el mendigo le dijo que a la mañana siguiente subiera a la montaña antes del amanecer y que pasara lo que pasara no se volviera a mirar atrás. La mujer siguió el consejo pero a mitad de la montaña se produjo un maremoto o una lluvia torrencial que se tragó la aldea y entonces la mujer se volvió y quedó petrificada, convertida en roca.

### Izanagi y el inframundo - Japón
Izanagi y su esposa Izanami son deidades de Japón. Cuando Izanami murió dando a luz, Izanagi intentó inútilmente rescatarla del Yomi -del inframundo-.